# Jeghvard
Jeghvard (armeniska: Եղվարդ) är en ort i Armenien.   Den ligger i provinsen Kotajk, i den centrala delen av landet, 16 km norr om huvudstaden Jerevan. Jeghvard ligger 1 332 meter över havet och antalet invånare är 10 705.
Terrängen runt Jeghvard är varierad, och sluttar söderut. Runt Jeghvard är det mycket tätbefolkat, med 4 343 invånare per kvadratkilometer.. Närmaste större samhälle är Jerevan, 15,7 km söder om Jeghvard. 
Trakten runt Jeghvard består i huvudsak av gräsmarker.